# Pascal Simbikangwa
Pascal Simbikangwa (Karago, 17 dicembre 1959) è un ex militare e criminale di guerra ruandese, capo dei servizi segreti del Ruanda nel corso del genocidio ruandese.

## Biografia
Simbikangwa nacque nel 1959 a Karago, nella Provincia Occidentale. Nel 1986 rimase ferito in un incidente d'auto e fu costretto a trascorrere il resto della sua vita su una sedia a rotelle. Successivamente divenne il capo dei servizi segreti ruandesi e anche capitano della guardia presidenziale.
Simbikangwa ebbe un ruolo significativo nello svolgimento del genocidio ruandese. Si occupò infatti di stilare una lista dettagliata delle famiglie tutsi da sterminare e, essendo uno dei maggiori azionisti della Radio Télévision Libre des Mille Collines, istigò all'odio razziale la popolazione. Inoltre, fu membro dei cosiddetti "Squadroni della morte", che operavano nei posti di blocco alla frontiera e avevano il compito di trucidare sul posto i tutsi che cercavano di lasciare il paese.
Al termine del genocidio, Simbikangwa si rifugiò clandestinamente nelle Isole Comore e, successivamente, nell'arcipelago francese di Mayotte, dove fu arrestato il 28 ottobre 2008 per possesso di documenti di identificazione falsi. Estradato in Francia, venne accusato di genocidio, crimini di guerra e crimini contro l'umanità. Al termine di un processo durato sei settimane, il 14 marzo 2014 venne condannato a 25 anni di carcere.